# 너새니얼 클라인
너새니얼 에드윈 클라인(Nathaniel Edwin Clyne, 1991년 4월 5일 ~ )는 잉글랜드의 축구 선수이다. 현재 크리스털 팰리스 FC에서 활약하고 있다.